# Lavičné

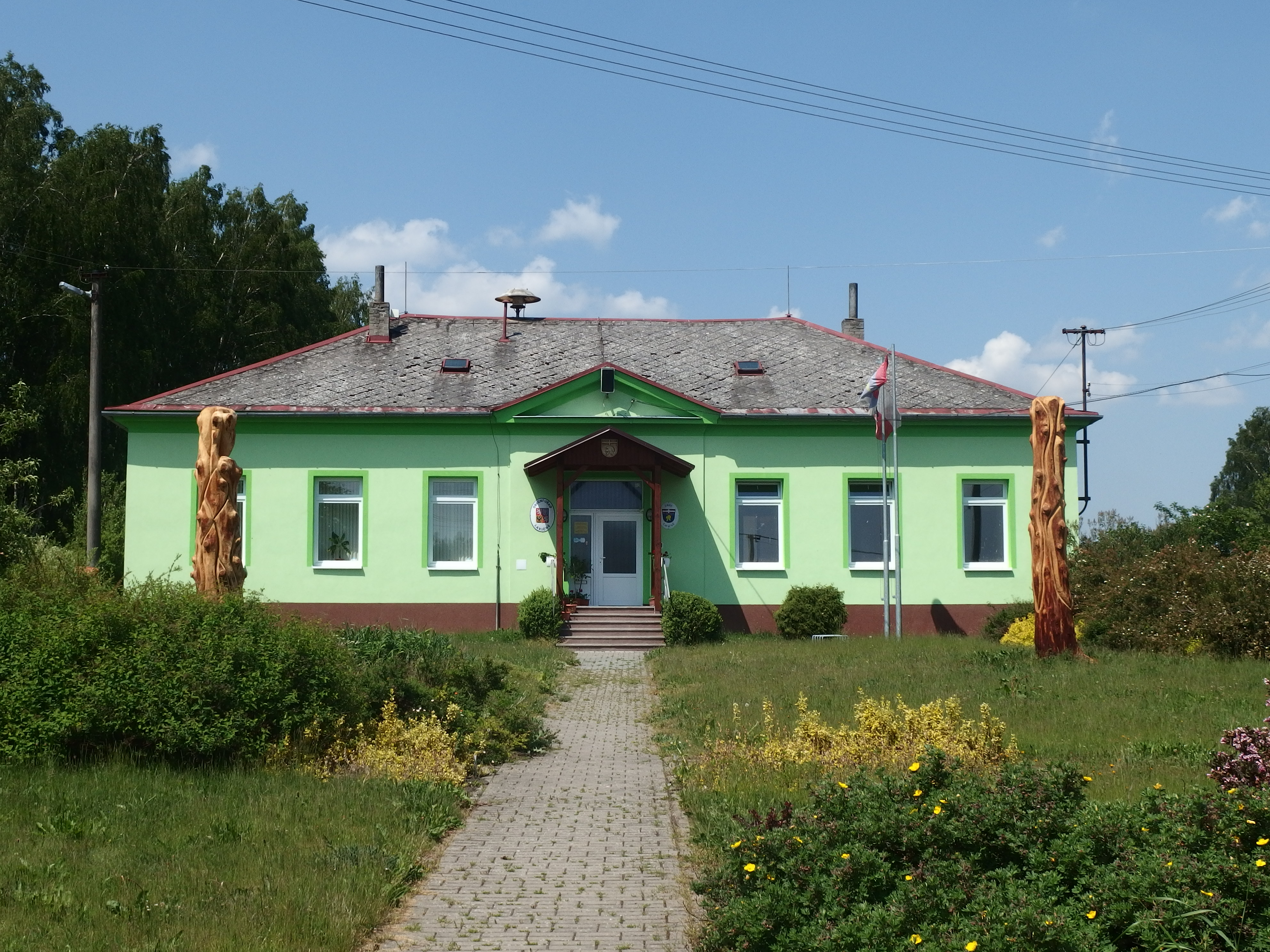
Alte Schule, heute Gemeindeamt

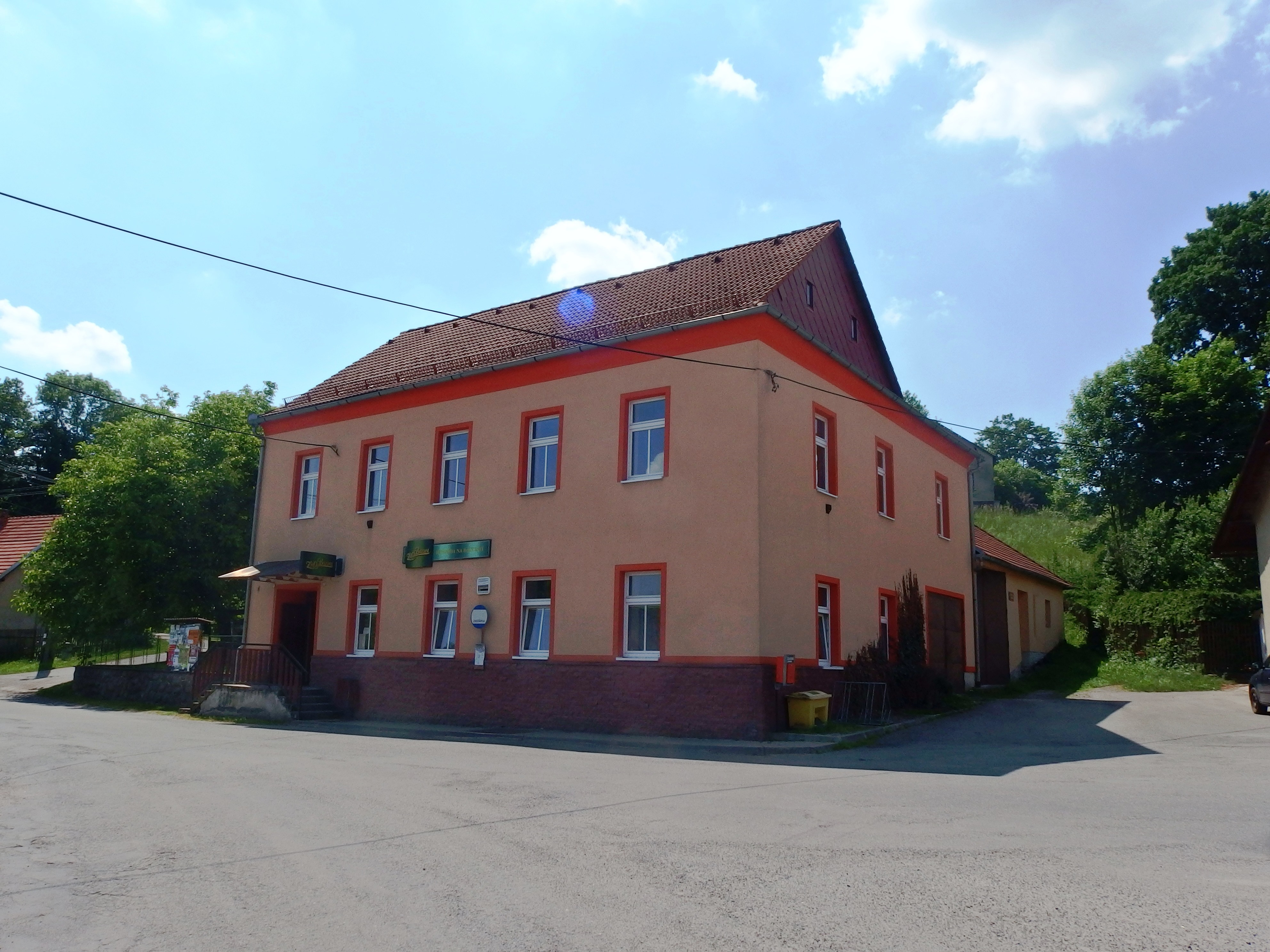
Wirtshaus „Na Rozcestí“

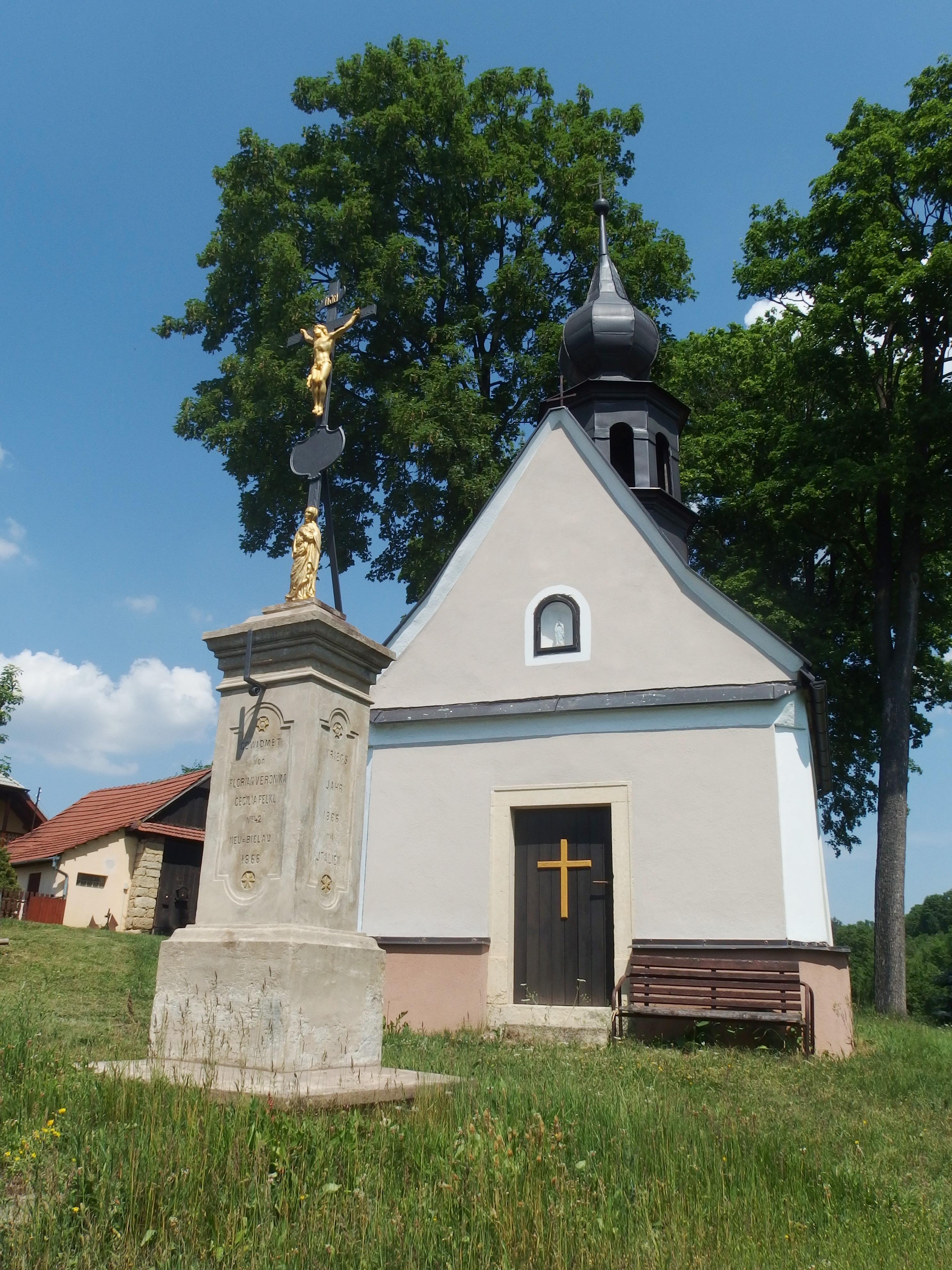
Kapelle St. Johannes und Paul sowie Gedenkkreuz für die Opfer der Kriege von 1866

Lavičné, bis 1947 auch Nová Bělá (deutsch Neu Biela, auch Neu Bielau) ist eine Gemeinde in Tschechien. Sie liegt 17 Kilometer südöstlich von Polička und gehört zum Okres Svitavy.

## Geographie
Lavičné befindet sich im Quellgebiet des Baches Bělský potok (Bela) in der Svitavská pahorkatina (Zwittauer Hügelland). Im Norden erhebt sich der Vršky (502 m. n.m.), nordöstlich der Na Kopci (489 m. n.m.) und im Nordwesten der Na Drahách (647 m. n.m.). Durch das Dorf führt die Staatsstraße II/363 zwischen Polička und Brněnec.
Nachbarorte sind Banín im Norden, Muzlov und Česká Dlouhá im Nordosten, Březová nad Svitavou und Bělá nad Svitavou im Osten, Chrastavec im Südosten, Vítějeves im Süden, Studenec, Starý Svojanov und Korýtka im Südwesten, Manova Lhota im Westen sowie Rohozná und Nová Rohozná im Nordwesten.

## Geschichte
Das Dorf wurde wahrscheinlich während des Landesausbaus im 13. Jahrhundert gegründet; es wird angenommen, dass es ursprünglich zur Burg Svojanov gehörte. Die erste urkundliche Erwähnung erfolgte im Jahre 1293, als König Wenzel II. die ihm von Johann von Sarau überlassenen Dörfer Nouam Belam und Banyn dem Zisterzienserkloster Königsaal schenkte. In der Folgezeit wurde das Dorf parallel mit Lavičné und Nová Bělá bezeichnet. König Johann von Luxemburg entzog dem Kloster 1330 beide Dörfer und verpfändete sie; im Jahre 1339 entschädigte er das Kloster mit den Erträgen der Goldbergwerke von Slap. Zwei Jahre später löste er das Pfand wieder aus und gab die Dörfer dem Kloster zurück. Nach der Zerstörung des Klosters durch die Hussiten im Jahre 1420 wurden Nová Bělá und Banín den Gütern der Burg Svojanov zugeordnet. Besitzer waren die Svojanovský von Boskowitz und später die Žehušický von Nestajov. In der ersten Hälfte des 16. Jahrhunderts wurde das Dorf im Zwittauer Stadtbuch als die Beel aufgeführt. Nachdem Hertvík Žehušický von Nestajov 1564 in Banín aus aufgekauften Bauernwirtschaften einen Meierhof gebildet hatte, wurde Banín von Svojanov abgetrennt und zu einem landtäfligen Gut erhoben. Ulrich Franz von Kolowrat-Liebsteinsky, der 1642 die Herrschaft Bistrau geerbt hatte, erwarb im selben Jahre auch das Gut Banín / Bohnau mit allem Zubehör, darunter dem Dorf Neu-Biela und dem Hof Lawicny, und schlug es der Herrschaft Bistrau zu. 1650 fiel die Herrschaft den Herren von Martinic zu. Nachfolgende Besitzer waren ab 1685 Johann Paul Graf Walderode von Eckhusen, ab 1712 die Reichsgrafen von Hohenems und nach deren Erlöschen die Grafen Waldburg-Zeil-Hohenems. Im Jahre 1789 gab es 43 Anwesen in Neu-Biela.
Im Jahre 1835 bestand das im Chrudimer Kreis gelegene Dorf Neu-Bielau aus 49 Häusern mit 267 deutschsprachigen Einwohnern. Erwerbsquelle bildete die Landwirtschaft. Wegen der teilweisen Lage auf der Hochebene litt das Dorf öfters unter Wassermangel. Pfarr- und Schulort war Bohnau, der Amtsort war Bistrau. Bis zur Mitte des 19. Jahrhunderts blieb Neu-Bielau der Herrschaft Bistrau untertänig.
Nach der Aufhebung der Patrimonialherrschaften bildete Neu-Bielau / Nová Bělá ab 1849 einen Ortsteil der Gemeinde Bohnau / Banín im Gerichtsbezirk Polička. Ab 1868 gehörte Neu-Bielau zum Bezirk Polička. 1869 hatte Neu-Bielau 270 Einwohner und bestand aus 51 Häusern. In den 1870er Jahren löste sich Neu-Bielau von Bohnau los und bildete eine eigene Gemeinde; als tschechische Gemeindenamen wurden alternativ Nová Bělá und Lavičny verwendet, letztere Namensform änderte sich zu Beginn des 20. Jahrhunderts in Lavičné. Im Jahre 1900 lebten in der Gemeinde 330 Personen, 1910 waren es ebenso viele. Nach dem Ersten Weltkrieg zerfiel der Vielvölkerstaat Österreich-Ungarn, das Dorf wurde 1918 Teil der neu gebildeten Tschechoslowakischen Republik. Beim Zensus von 1921 lebten in den 53 Häusern von Neu-Bielau 294 Personen, darunter 287 Deutsche und sechs Tschechen. 1930 lebten in den 57 Häusern von Neu-Biela 271 Menschen, davon 253 Deutsche. Nach dem Münchner Abkommen wurde die Gemeinde am 10. Oktober 1938 von der Wehrmacht besetzt und dem Großdeutschen Reich zugeschlagen und gehörte bis 1945 zum Landkreis Zwittau; südlich und westlich verlief die Grenze zum Protektorat Böhmen und Mähren. 1939 lebten 268 Personen in der Gemeinde. Nach dem Ende des Zweiten Weltkrieges kam Nová Bělá bzw. Lavičné zur Tschechoslowakei zurück, es erfolgte die Wiederherstellung der alten Bezirksstrukturen. 138 deutschsprachige Bewohner wurden 1945 vertrieben und Tschechen angesiedelt. Im Jahre 1947 wurde Lavičné durch das Innenministerium zum neuen amtlichen Ortsnamen erklärt. 1950 lebten nur noch 168 Personen in der Gemeinde. Im Jahre 1960 wurde Lavičné vom Okres Polička in den Okres Svitavy umgegliedert. Beim Zensus von 2001 lebten in den 56 Wohnhäusern von Lavičné 136 Personen. Seit 2013 führt die Gemeinde ein Wappen und Banner.

## Sehenswürdigkeiten
- Barocke Kapelle des hl. Johannes und Paul, errichtet in der 1. Hälfte des 18. Jahrhunderts. Die Innenausstattung stammt aus dem 19. Jahrhundert. 1991 erhielt die Kapelle eine neue Glocke aus der Werkstatt von Marie Dytrychová-Tomášková aus Brodek u Přerova. Im Jahre 2005 wurde die Kapelle ausgeraubt.
- Gusseisernes Kreuz auf einem hohen Steinsockel vor der Kapelle, es wurde 1866 von Florian und Veronika Cecilia Felkl aus dem Haus Nr. 42 den Gefallenen beider Kriege des Jahres 1866 gewidmet. Die deutschsprachigen Inschriften des Sockels zeigen an der Vorderseite die Namen der Stifter, links wird der Opfer des Deutschen Krieges (Kriegsjahr mit Preußen) und rechts der des Dritten Italienischen Unabhängigkeitskrieges (Kriegsjahr mit Italien) gedacht. Es handelt sich um das einzige Denkmal für den Italienischen Unabhängigkeitskrieg in Tschechien. Für die vorbildliche Pflege wurde die Gemeinde am 15. Mai 2012 mit einer Plakette des Verteidigungsministerium geehrt.[8]
- Gusseisernes Kreuz im Oberdorf, es ist von einem schmiedeeisernen Gatter umgeben und wurde 1896, 1988 und 2005 instand gesetzt
- Ehemalige Schule, der ebenerdige klassizistische Bau ist heute Sitz der Gemeindeverwaltung
- Einige gezimmerte Häuser in Volksbauweise
- Torso eines gusseisernen Kreuz am Ortsrand, erhalten ist nur der Sockel
- Alte Dorfschmiede, das auf dem Dorfplatz befindliche Gebäude hat noch seine ursprüngliche Ausstattung